# Église Notre-Dame-de-l'Assomption d'Agenvillers
L'église Notre-Dame-de-l'Assomption d'Agenvillers est située sur le territoire de la commune d'Agenvillers, dans le département de la Somme, au nord d'Abbeville.

## Historique
L'église d'Agenvillers, dont la construction remontait pour le moins au XVIe siècle, fut dévastée comme l'ensemble du village par les armées espagnoles en 1635. Elle fut restaurée par la suite et reçut un riche décor mobilier au XVIIIe siècle. 

## Caractéristiques
L'église a été construite en pierre selon un plan basilical traditionnel. Le sanctuaire est précédé d'une massive tour-clocher surmontée d'une toiture en pointe couverte d'ardoise.
L'église d'Agenvillers conserve plusieurs objets protégés en tant que monuments historiques :
- une statue de la  Vierge à l'Enfant dite « Notre-Dame de Nuémont » en bois blanc du XVe siècle ;
- des sablières et des  blochets du XVIe siècle ;
- un tableau sur toile représentant un Ecce Homo du XVIIe siècle ;
- la clôture de chœur en fer forgé de Jean Veyren du XVIIIe siècle ;
- de Simon Pfaff de Pfaffenhoffen (XVIIIe siècle)
  - le maître-autel en bois doré avec tabernacle, retable, deux statues représentant les anges adorateurs, six chandeliers et tableau représentant l'Assomption
  - fonts baptismaux en marbre ;
  - chaire à prêcher en bois peint ;
  - aigle-lutrin en bois doré ;
  - exposition pour le Saint-Sacrement en bois doré ;
  - statuette de saint Éloi en bois doré ;
- un Christ en croix en bois peint (XVIIIe siècle) ;
- la porte du confessionnal en bois (XVIIIe siècle) ;
- les bancs des fidèles (XVIIIe siècle) ;
- un chandelier pascal en bois (XVIIIe siècle) ;
- une bannière dite Notre-Dame de Nuémont en tissu brodé du XIXe siècle[1].